# Supercoppa belga 2013 (pallavolo maschile)
La Supercoppa belga 2013 si è svolta il 5 ottobre 2013: al torneo hanno partecipato due squadre di club belghe e la vittoria finale è andata per la sesta volta al Volleyteam Roeselare.

## Regolamento
Le squadre hanno disputato una gara unica.

## Squadre partecipanti
| Squadra   | Qualificazione                                       | Ultima partecipazione |
| --------- | ---------------------------------------------------- | --------------------- |
| Maaseik   | Finalista Coppa del Belgio 2012-13                   | Supercoppa belga 2012 |
| Roeselare | Vincitrice Liga A 2012-13 e Coppa del Belgio 2012-13 | Supercoppa belga 2011 |

## Torneo
| 5 ottobre 2013 ?, Anversa Durata: ? - Spettatori: ? | Roeselare | 3 - 1 | Maaseik | 25-22, 25-22, 23-25, 25-19 |